# Benedikte Dahl
Benedikte Dahl Jensen (født 13. juni 1954) er en tidligere dansk skuespillerinde.
Benedikte Dahl er mest kendt for rollen som den voksne Ellen Skjern i Lise Nørgaards tv-serie Matador (1978-1981). Hun medvirkede også i et par revyer ;Randers lige nu på Hotel Kongens Ege i Randers (1981) og Blokhus-revyen (1982).
Benedikte Dahl stoppede som skuespiller og var i nogle år psykolog i Randers.